# Serhij Chrucki
Serhij Chrucki, ukr. Сергі́й Хру́цький (ur. 2 sierpnia 1887 w Kmiczynie, zm. 1954) – ukraiński polityk okresu II Rzeczypospolitej, nauczyciel, poseł na Sejm RP pierwszej, drugiej i trzeciej kadencji (w latach 1922–1935).

## Życiorys
Kształcił się początkowo w seminarium duchownym w Chełmie, które ukończył w 1907 roku. Rezygnując z wejścia na drogę posługi duchownej kontynuował naukę w Instytucie Historyczno-Filologicznym w Petersburgu.
W latach 1911–1915 pracował jako nauczyciel łaciny w szkołach warszawskich. W czasie I wojny światowej ewakuowany do Kaługi, gdzie objął mandat radnego.
W 1918 roku został nauczycielem w szkole rolniczo-sadowniczej w Połtawie. W latach 1920–1922 więziony przez Czeka i OGPU, uwolniony na skutek nacisków strony polskiej. Po przyjeździe do Polski pracował w gimnazjum rosyjskim w Brześciu. Działał w ukraińskim ruchu narodowym, od 1925 roku członek kierownictwa Ukraińskiego Zjednoczenia Narodowo-Demokratycznego (UNDO), a od 1927 roku Ukraińskiego Komitetu Cerkiewnego. Zwolennik polityki ukrainizacji cerkwi prawosławnej. W latach 1922–1935 poseł na Sejm RP z okręgów Brześć nad Bugiem, Lwów i Tarnopol.
W czasie kampanii wyborczej po rozwiązaniu Sejmu II kadencji został aresztowany 31 października 1930 w powiecie Tomaszów i przewieziony do więzienia we Lwowie, wkrótce zwolniony po wyborze na posła Sejmu III kadencji.
Występował w obronie praw cerkwi i ludności prawosławnej w Polsce południowo-wschodniej, złożył w tej sprawie około 80 interpelacji w Sejmie.
Po agresji III Rzeszy i ZSRR na Polskę aresztowany przez NKWD i wywieziony do Kazachstanu. Dalsze losy i data śmierci nieznane.